# Andira trifoliolata
Andira trifoliolata är en ärtväxtart som beskrevs av Adolpho Ducke. Andira trifoliolata ingår i släktet Andira och familjen ärtväxter. Inga underarter finns listade i Catalogue of Life.